# ويليام راندولف هارست
ويليام راندولف هارست (/[invalid input: 'icon']ˈhərst/؛ 29 من أبريل 1863م- 14 من أغسطس 1951م) ناشر بصحيفة أمريكية ومنشأ أكبر سلسلة صحفية وطنية أثرت أساليبها بشكل كبير على الصحافة الأمريكية. دخل هارست في عالم النشر في عام 1887م، بعد توليه إدارة سان فرانسيسكو اكسامينر (The San Francisco Examiner) خلفًا لوالده. وقد حصل علي جريدة نيويورك (The New York Journal) بعد انتقاله إلي مدينة نيويورك واشترك في حرب مريرة مع مجلة نيويورك ورلد (New York World) المملوكة إلي جوزيف بوليتزر (Joseph Pulitzer) مما أدى إلي بزوغ الصحافة الصفراء—وظهور القصص المثيرة المشكوك في صحتها. كما حصل هارست على المزيد من الصحف، كما أنشأ سلسلة صحف بلغ عددها ما يقرب من 30 صحيفة في مراكز المدن الأميركية الكبرى. وتوسع بعد ذلك وأصدر بعض المجلات، مما أدى إلي إنشاء أكبر الشركات التجارية في مجال الصحف والمجلات في مختلف أنحاء العالم.
وانتُخب مرتين لمنصب ديمقراطي في مجلس النواب الأميركي، وسعى دون جدوى لمنصب عمدة مدينة نيويورك في عام 1905م وعام 1909م، ومنصب محافظ نيويورك في عام 1906م، ولمنصب الحاكم النائب لولاية نيويورك في عام 1910م. وعلى الرغم من ذلك، ظهر نفوذه السياسي الهائل في الصحف والمجلات الخاصة به، كما ألقى اللوم في بعض الأحيان لدفع الرأي العام في الولايات المتحدة في خوض الحرب الإسبانية في عام 1898م.
وكانت قصة حياته مصدر إلهام عند تجسيد الشخصية الرئيسة في فيلم أورسون ويلز (Orson Welles) المواطن كين. كما برعت مؤسسة هارست بإيوانه المُسمي بهارست كاسل (Hearst Castle) الذي يقع بالقرب من سان سيميون بكاليفورنيا، على تل مطل على المحيط الهادي في منتصف الطريق بين لوس أنجلوس وسان فرانسيسكو لولاية كاليفورنيا في عام 1957م، والذي أصبح الآن متحف تاريخي ومعلم وطني هام، كما أنه متاح لزيارة الجمهور. وأطلق هارست بشكل رسمي على ممتلكاته اسم لا كويستا إنكنتدا (ذا انشانتيد سلوب)،ولكنه عادة ما كان يُطلق عليها اسم «مزرعة الماشية».

## وصلات خارجية
- ويليام راندولف هارست على موقع IMDb (الإنجليزية)
- ويليام راندولف هارست على موقع الموسوعة البريطانية (الإنجليزية)
- ويليام راندولف هارست على موقع مونزينجر (الألمانية)
- ويليام راندولف هارست على موقع إن إن دي بي (الإنجليزية)
- ويليام راندولف هارست على موقع قاعدة بيانات الفيلم (الإنجليزية)